# Carl Rademacher

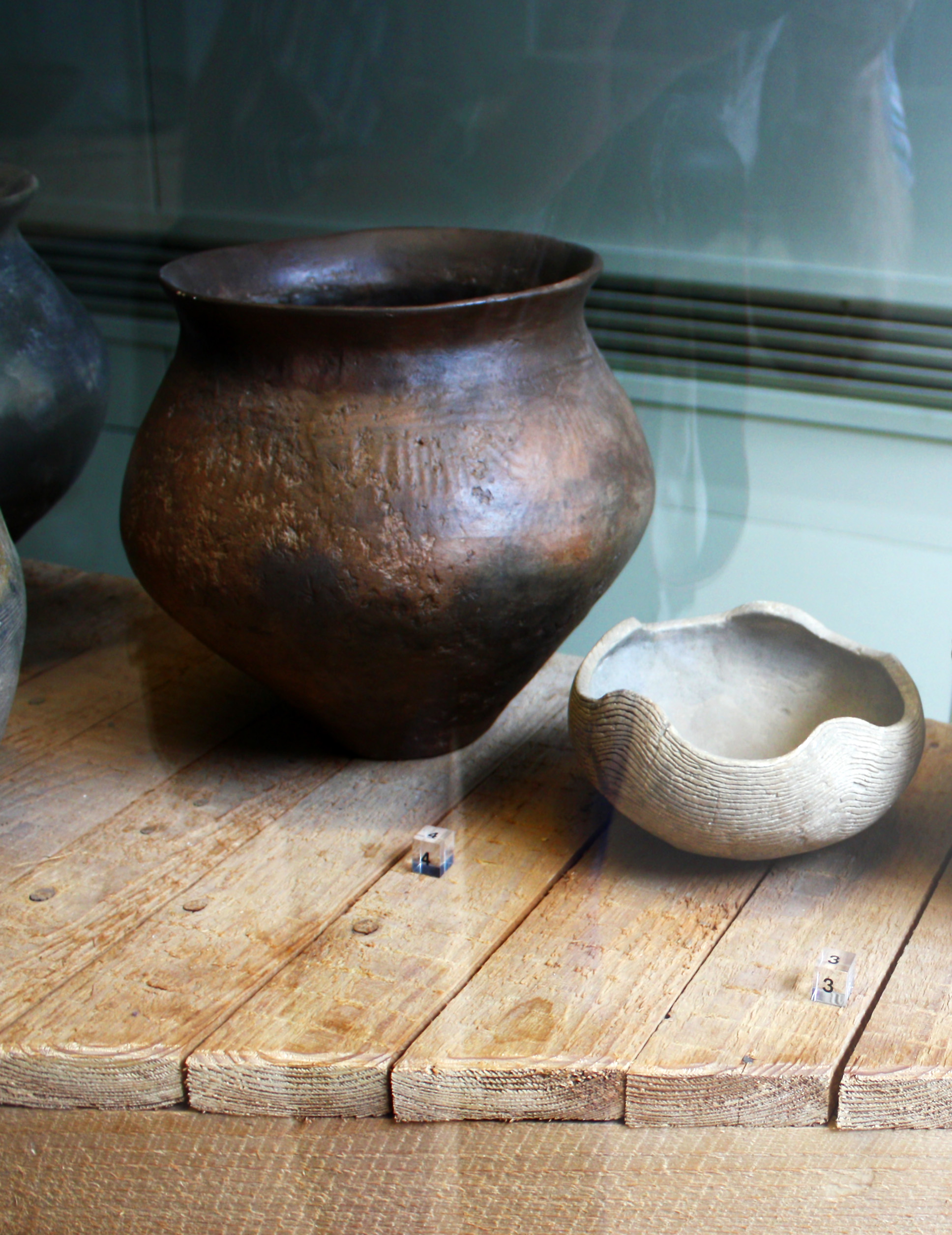
Urne ergraben nahe Altenrath (2010)

Carl Rademacher (auch: Karl Rademacher, * 3. August 1859 in Altenrath  (Wahner Heide); † 29. Januar 1935 in Köln) war als Autodidakt ein namhafter Prähistoriker des Niederrheins und erster Direktor des Kölner Museums für Vor- und Frühgeschichte.

## Leben und Wirken
Carl Rademacher wurde geboren als Sohn des Lehrers von Altenrath, Joseph Rademacher (dort Lehrer 1841–1886). Nach dem Besuch des Lehrerseminars in Siegburg bekam er seine erste Stelle in Mühleip und wurde dann 1881 Lehrer, später Rektor, an der Mittelschule Zugweg in der Kölner Südstadt.
Geboren in der Wahner Heide, entwickelte er schon früh ein Interesse an den Grabhügeln in den rechtsrheinischen Heidegebieten zwischen Wahn und Schlebusch. Schon sein Vater hatte 1841 das Grabhügelfeld „Hohe Schanze“ bei Altenrath entdeckt und darüber veröffentlicht. Später arbeiteten Vater und die beiden Söhne Carl und Erich bei den weiteren Ausgrabungen zusammen.

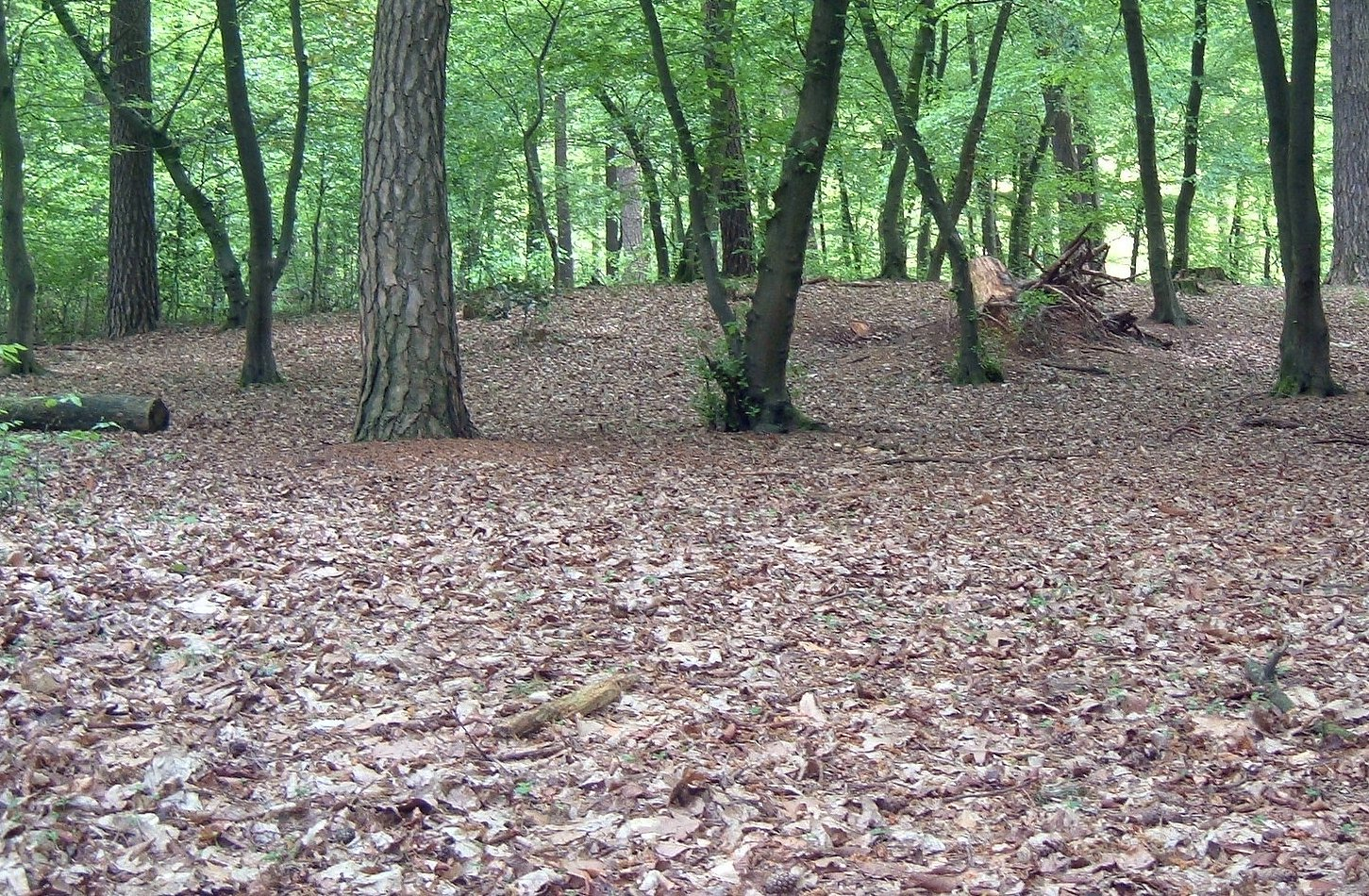
Hügelgrab im Königsforst (2009)

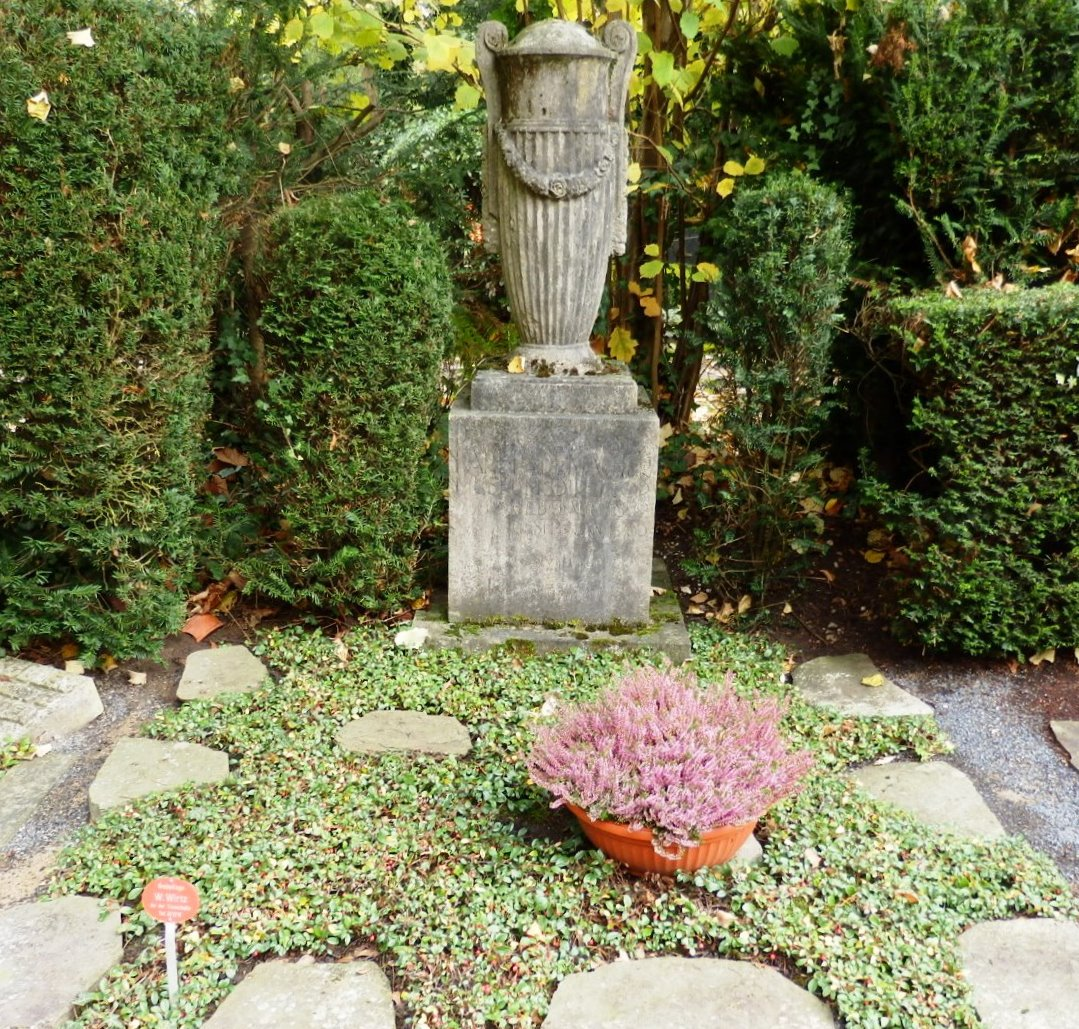
Karl Rademacher: Grab auf Friedhof Melaten (2013)

Seine Untersuchungen zu Grabhügelfeldern in Rath, Dellbrück und Dünnwald fanden die Aufmerksamkeit der Fachwelt. Als sich dann 1903 (34 Jahre nach der Gründung des ersten Prähistorischen Vereins in Berlin 1869) in Köln der Cölner Anthropologische Verein gründete, wurde er der erste Vorsitzende. Der Verein setzte sich ab 1904 als Anthropologische Gesellschaft zur Aufgabe, Ethnologie, Anthropologie und Frühgeschichte durch Sammlungen und Vorträge zu fördern. Dies war so erfolgreich, dass das zeitgleich gegründete private Prähistorische Museum unter seiner ehrenamtlichen Leitung 1906/7 als städtisches Museum für Vor- und Frühgeschichte im Bayenturm weiter geführt werden musste. 1910 verfasste Rademacher einen Führer für sein Museum: Führer durch das städtische prähistorische Museum im Bayenturm zu Cöln. Eröffnet am 29. Juli 1907. Von Rektor C. Rademacher, Cöln, o. J. (1910). Die Philosophische Fakultät der gerade wieder gegründeten Universität zu Köln (damals noch „Alte Universität“ in der Claudiusstraße) verlieh ihm 1927 auf Grund seiner zahlreichen Veröffentlichungen zur rheinischen Frühgeschichte die Ehrendoktorwürde. Sein Nachfolger wurde 1931 Werner Buttler. Rademacher war bereits 1934, als er in seinem Heimatdorf eine heimatgeschichtliche Ausstellung mitgestaltete, Mitglied der NSDAP.
Carl Rademacher verfasste neben zahlreichen pädagogischen Abhandlungen und Arbeiten zur Vorgeschichte des Rheinlands auch Romane, Erzählungen und Theaterstücke.
Seine Grabstätte befindet sich auf dem Kölner Friedhof Melaten (Flur 56).

## Nachruhm
Die Stadt Köln benannte in den 1970er Jahren den Rademacherweg am Ostfriedhof in Dellbrück nach ihm. Auf diesem Friedhof weisen mehrere unbelegte Felder noch auf prähistorische Hügelgräber hin.

## Werke
- Die hellenische Gymnastik und das deutsche Turnen in ihrer kultur-historischen Entwicklung und sittlich-nationen Bedeutung, Magdeburg 1885
- Magdalenchen, Bielefeld 1890 (unter dem Namen Carl Montanus)
- Die germanischen Begräbnisstätten am Rhein zwischen Sieg und Wupper,
  - 1 (1893)
  - 2 (1894)
  - 3 (1895)
- Die Gottesbraut von Babylon, Bielefeld 1893
- Lehrerschaft und Volkskunde, Bielefeld 1893
- Der Knüppelgeneral, Bielefeld 1894
- Malerfranz, Bielefeld 1894
- Roland von Ulroth, der schwedische Hauptmann, Bielefeld 1894
- Die Sühne, Bielefeld 1894
- Auf der Hallig, Bielefeld 1895
- Durch ein Kind, Bielefeld 1895
- Das Geheimnis der Heideburg, Bielefeld 1895
- Der Schatz am Eigelstein, Bielefeld 1895
- Vor dem Tode bewahrt, Bielefeld 1895
- In welcher Richtung und in welchem Umfange wird die Jugenderziehung durch gewerbliche und landwirtschaftliche Kinderarbeit geschädigt?, Bielefeld 1897
- Staatsminister D. Dr. Falk und die Volksschullehrer, Bielefeld 1897
- Der Thalburgherr und Der wilde Michel, Bielefeld 1897
- Die körperliche Züchtigung von Schulkindern, Bielefeld 1899
- Bilder aus der Geschichte der Stadt Köln, Köln 1900
- Erziehung zur Selbstthätigkeit durch anschauliches Erkennen – der Hauptgrundsatz Pestalozzis, Bielefeld 1901
- Die gewerbliche, haus- und landwirtschaftliche Kinderarbeit in der Rheinprovinz, Bielefeld 1901
- Als ich klein war, Cöln 1902
- Germanische Vorzeit, Köln 1902 (zusammen mit Theodor Scheve)
- Aus der Zeit der Völkerwanderung, Gütersloh 1904
- Aus Deutschlands Urzeit und Vorzeit, Gütersloh 1904
- Auf Bethlehems Fluren, Paderborn 1907
- Führer durch das Städtische Prähistorische Museum in Cöln, Köln 1907
- Chronologie der niederrheinischen Hallstattzeit in dem Gebiete zwischen Sieg- und Wuppermündung, Würzburg 1912
- Gründung und Entwicklung des Städt. Prähistorischen Museums, Cöln 1913 (zusammen mit Erich Rademacher)
- Neufunde des Prähistorischen Museums der Stadt Köln, Köln (zusammen mit Erich Rademacher)
  - 1 (1916)
  - 2 (1916)
- Die vorgeschichtliche Besiedelung der Heideterrasse zwischen Rheinebene, Acher [= Agger] und Sülz sowie insbesondere die Besiedelung des Ostrandes zur fränkischen Zeit, Leipzig 1920
- Benutzung der Sammlungen des Städt. Museums für Vor- und Frühgeschichte durch Schulen im Dienste des heimatkundlichen Unterrichts, Köln 1922
- Caesarius von Heisterbach, Köln 1924
- Vor- und Frühgeschichte des Stadtgebietes Köln, Köln 1926
- Stichwörter zur rheinischen Vorgeschichte, Köln 1928 (zusammen mit Erich Rademacher)
- Wodan – St. Michael – der deutsche Michel, Köln 1934

## Herausgeberschaft
- Feierstunden, Gedenkbuch für deutsche Lehrer ; zum Besten des Jütting-Denkmals, Bielefeld 1892